# Michielkesberg

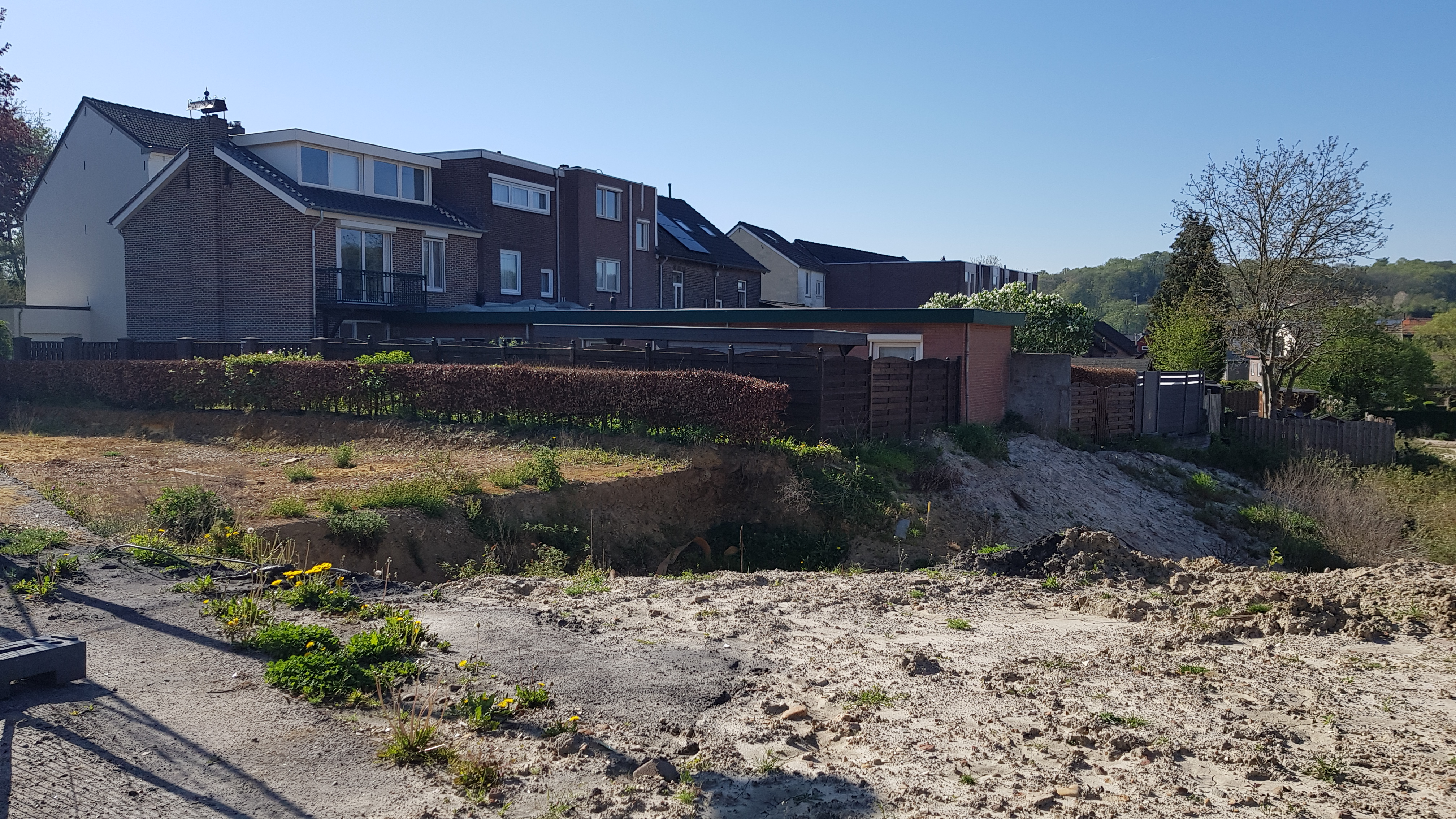
bovengrondse omgeving Michielkesberg anno 2020

De Michielkesberg of Groeve Michielsbergske is een Limburgse mergelgroeve in Nederlands Zuid-Limburg in de gemeente Valkenburg aan de Geul. De ondergrondse kalksteengroeve ligt nabij de Hekerbeekstraat aan de linkerkant vlak voordat deze onder het spoortunneltje doorgaat van de spoorlijn Aken - Maastricht aan de oostkant van Valkenburg. De groeve ligt aan de zuidelijke rand van het Centraal Plateau in de overgang naar het Geuldal.
Binnen enkele tientallen meters van de groeve ligt iets hoger op de helling de spoorlijn Aken - Maastricht. Op ongeveer 340 meter naar het noordoosten ligt de Groothofgroeve, op ongeveer 700 meter naar het oosten ligt de Auvermansboschke en op ongeveer 325 meter naar het zuidoosten ligt de Oosterweggroeve II.

## Geschiedenis
In de tweede helft van de 19e eeuw vonden er in het gebied van het Hekerbeekdal diverse ontginningen plaats waar men in hellingen los zand en mergel afgroef. Een van die open groeves had de naam Michielsbergske.
In de jaren 1930 wilde een lokale kruidenier ondergronds champignons gaan kweken, hetgeen toentertijd erg lucratief was. De man had echter geen groeve die hij hiervoor kon gebruiken en besloot toen om zelf een nieuwe groeve aan te leggen. In de open groeve van het Michielsbergske begon hij met beitels en lange stootijzers deze verder uit te diepen. In totaal hakte hij onder het licht van een carbidlamp een gangenstelsel uit met een lengte van ongeveer 75 meter. De vrijgekomen losse mergel werd gezeefd en als fijne mergel verkocht. Eveneens werd er achterin een waterput gemaakt. In het gangenstelsel werden er champignons gekweekt die vervolgens aan de lokale restaurants verkocht konden worden. In de relatief smalle gangen stonden de bedden tegen de kalkwanden en was er tussen de bedden een smal looppad.
Na afloop van de Tweede Wereldoorlog was het telen van champignons niet meer zo lucratief. In de plaats van te dienen als champignonkwekerij, werd het ondergrondse gangenstelsel gebruikt om appels en aardappelen op te slaan.
Op een gegeven moment, waarvan het tijdstip onduidelijk is, werd de ingang van de groeve afgesloten. Later werd er naast de afgesloten ingang een schacht gegraven. Ook van latere datum is de ingang met de trap.
In 1983 werd aan de achterkant van het huis op het adres Heekerbeekstraat 31 een stuk bijgebouwd waarbij zes of zeven treden van de naar beneden gaande trap zijn afgegraven. Er werd toen van beton een koker gemaakt met enkele betonnen treden.
In de lente van 2001 werd de groeve herontdekt bij werkzaamheden aan een tuinterras. Men ontdekte in de bodem een betonplaat en toen die door een graafmachine werd gelicht kwam er een holte tevoorschijn waarin een trap naar beneden liep. na inspectie door de inspecteur van de Staatstoezicht op de Mijnen werd de groeve onderzocht en geïnventariseerd.

## Groeve
De groeve is relatief klein van oppervlakte en de smalle, lage, ongeveer parabolische gangen hebben bij elkaar een lengte van ongeveer 75 meter. Omdat de eerste meters gang slechts een mergeldak hebben van twee meter en de man door ervaren blokbrekers gewaarschuwd was voor de gevaarlijke slechte kwaliteit van de kalksteen, werden de gangen steeds dieper aangelegd, waardoor de ingang van de groeve een stuk hoger ligt dan de gangen verderop in het gangenstelsel. De hoogte van de gangen varieert van anderhalve meter tot twee meter. De gangen zijn niet met zagen, maar met beitels en lange stootijzers uitgehouwen.
Vanaf de trap naar beneden loopt er een gang van ongeveer 14 meter die aan het einde doodloopt. Hier was vroeger een oude ingang die later werd dichtgestort met allerhande puin en grond. Hier is er ook later een vijf meter diepe ronde schacht aangelegd die bovenaan afgesloten is met een betonnen plaat. Vanaf de trap gaat er ook een gang naar rechts. Deze gang komt na enkele meters langs een aardpijp die een doorsnede heeft van een meter en vroeger vanwege het gevaar werd gestut. De gang verder volgend is er vlak voor het einde van de gang een zijgang naar links. Aan het einde van die zijgang is er een doodlopende gang naar links die is dichtgestort met puin en aarde en een gang naar rechts. Die laatste maakt onderwijl een knik van ongeveer 45 graden naar links en aan het einde van de gang gaat er weer een gang naar rechts en naar links. Beide gangen gaan nog een keer de hoek om om dan na een tiental meter te eindigen. In de hoek van de laatste gang naar links bevindt zich een waterput van een meter in diameter en een diepte van drie meter. Het gehele gangenstelsel heeft in totaal negen aardpijpen.
De groeve heeft een oppervlakte van 362 vierkante meter.

## Geologie
De groeve is uitgehouwen in de Kalksteen van Emael uit de Formatie van Maastricht. Deze kalksteen is van slechts kwaliteit en karakteriseert zich ook hier door vuursteen en tauwlagen.